# Leopoldo Marenco
Leopoldo Marenco (Ceva (Piemont), 1831. november 8. – Milano, 1899. április 30.) olasz drámaíró, Carlo Marenco fia, az olasz irodalom jelentős alakja.

## Élete
Már 20 éves korában sikerrel adták első tragédiáját (Isabella Orsini); ugyanekkor (1851) belépett a pénzügyminisztériumba is, de hivatalát pár év mulva letette, s miután 1860-64 között Bolognában, majd 1864-től 1871-ig Milánóban az olasz irodalom tanára volt, egészen visszavonult a nyilvános élettől, s ezután csak a költészetnek élt Torinóban. Kezdetben inkább történelmi tárgyú drámákat (Picarda Donati, Saffo, Speronella stb.) írt, később a nép (Celeste), a hegylakók (Il ghiacciaio del Monte Bianco) és a tengerészek (Giorgio Gandi) életéből vette drámai anyagát. Számos vígjátékai közül néhány (Letture ed esempi, Lo spiritismo, Gli amori del nonno stb.) sokáig allandóan a műsoron volt. Összes műveinek kiadása Torinóban jelent meg 1884-től.